# Linus Lundström
Adolf Linus Lundström (i riksdagen kallad Lundström i Långnäs), född 17 februari 1870 i Nederluleå församling, Norrbottens län, död där 8 november 1928, var en svensk lantbrukare och politiker (liberal). 
Linus Lundström, som kom från en bondesläkt, var lantbrukare i Långnäs i Nederluleå socken, där han också hade kommunala uppdrag.
Han var riksdagsledamot i andra kammaren 1906–1924, åren 1906–1911 för Luleå domsagas valkrets, 1912–1921 för Norrbottens läns södra valkrets och 1922–1924 för Norrbottens läns valkrets. I riksdagen tillhörde han Frisinnade landsföreningens riksdagsparti Liberala samlingspartiet, efter den liberala partisplittringen hösten 1923 ersatt av Frisinnade folkpartiet.
Inför andrakammarvalet 1905 ställde Lundström upp som motståndare till ett proportionellt valsystem i Sverige. Lundström besegrade den sittande riksdagsmannen för Luleå domsagas valkrets, Johan Erik Granlund, som var proportionalist.
Som riksdagsledamot var han bland annat ledamot i jordbruksutskottet 1916–1921 och 1924. Han ägnade sig främst åt regionala frågor och landsbygdspolitik.